# Vizir

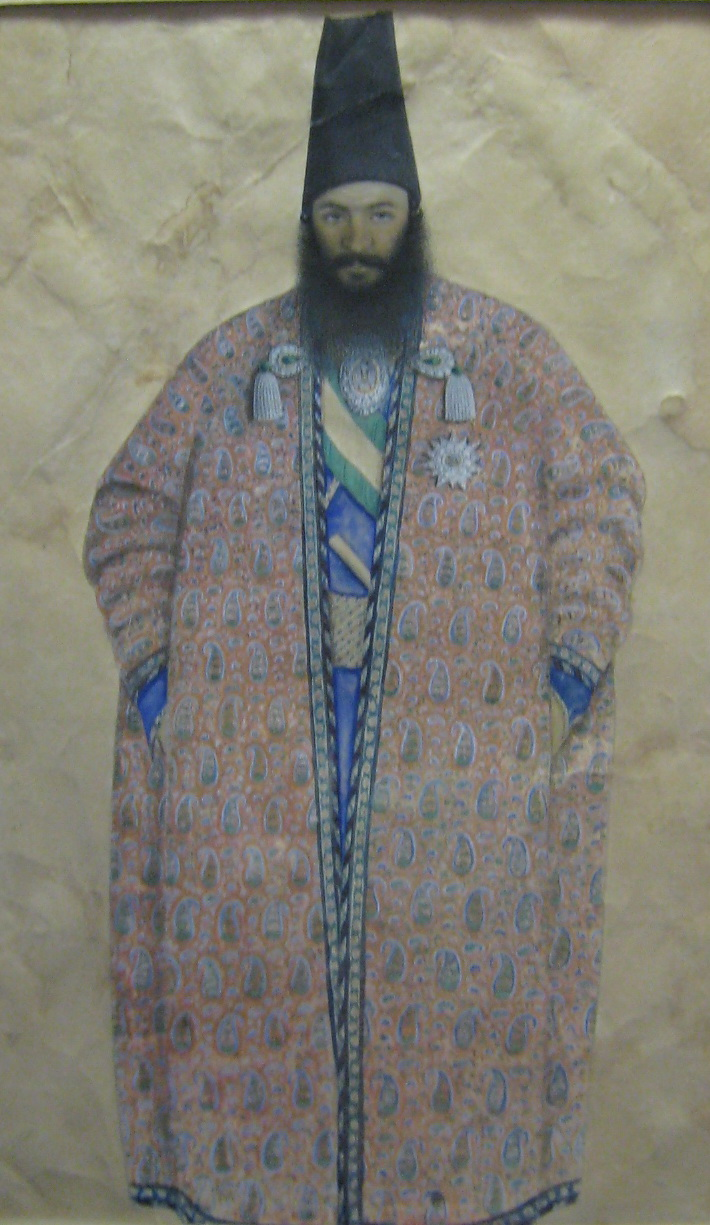
Un vizir iranien.

Le mot persan vizir (وزیر en persan et en arabe, parfois transcrit vizir, vazir, wasîr, wesir ou encore wezir), désigne un fonctionnaire de haut rang, ayant un rôle de conseiller ou de ministre auprès des dirigeants musulmans (califes, émirs, maliks, padichah ou sultans).
Par analogie, mais de façon anachronique, ce terme est aussi utilisé par les historiens pour désigner, dans l'Égypte antique, le second personnage après le pharaon, le tjaty en égyptien.

## Historique

### Origine du mot
Ce mot provient du moyen perse wcyl (vičīr, wizīr) et de l'avestique 𐬬𐬍𐬗𐬌𐬭𐬀 (vīcira) qui signifient « arbitre, juge », voire « décision « et « jugement ». Ce même mot contient une racine commune avec les mots arménien վճիռ (včiṙ) et persan وچر (vačar). Pourtant, selon une étymologie populaire présentée dans le Lisân al-'Arab, le mot wazîr a la même racine que le verbe arabe wazara/yaziru, qui signifie « porter ce qui alourdit son dos ». On appelle le vizir du sultan vazîr, parce qu’il porte pour le sultan les charges qui lui ont été assignées dans la gestion du Royaume. Mais la raison pour laquelle on nomme un ministre Vazîr n'est absolument pas pour « porter, à sa place, les charges assignées au sultan dans la gestion du Royaume », mais pour le sens originel du mot : « arbitre, juge, qui aide le roi dans ses décisions ».

### Califats
Ce terme est utilisé de deux manières, désignant soit une sorte de premier ministre (souvent appelé grand vizir), soit un fonctionnaire de rang ministériel.
Dans les pays arabes, aux échecs, « vizir » désigne la pièce appelée « dame » ou « reine » en français.

## Vizirs de fiction
- Iznogoud, héros de la bande dessinée de Goscinny (scénario) et Tabary (dessins), est un célèbre vizir de fiction, dont le but est de devenir calife à la place du calife Haroun el-Poussah ; toutes ses tentatives se soldent par des échecs retentissants.
- Dans la série des chroniques du Disque-monde, Terry Pratchett présente assez régulièrement le personnage du Grand Vizir (notamment dans Sourcellerie, 1988), décrit, sur l'habituel ton humoristique et délirant, comme l'archétype du personnage fourbe et consciemment méchant.
- Jaffar, le vizir du jeu vidéo Prince of Persia (à partir de 1989).
- Jafar, dans le film de Disney Aladdin (1992). Il fait référence à un personnage réel, Djafar, célèbre vizir de la famille des Barmécides, sous le califat d'Hâroun ar-Rachîd, qui le fit exécuter en 803 parce qu'il le jugeait trop puissant.
- Le vizir dans le film Les Nouvelles Aventures d'Aladin (2015) ne possède pas de nom, bien qu'il soit inspiré de l'histoire d'Aladdin. Il est le méchant du film et l'ennemi juré d'Aladin (joué par Kev Adams). Lui et son acolyte Black M expriment d'ailleurs leur mécontentement envers le vizir dans la chanson Le Prince Aladin qui fait office de générique de fin, dans cette phrase : « fuck le vizir ».

## Divers
- « Vizir » est le nom d'une marque de lessive appartenant au groupe Procter & Gamble.
- En persan, la dame du jeu d'échecs est appelé « vizir ».